# Parque nacional del Iguazú
El parque nacional do Iguaçu es un parque nacional que funciona como una unidad de conservación en el extremo oeste del estado de Paraná en Brasil. Fue abierto al público el 10 de enero de 1939 a través del decreto ley n.° 1.035, tiene un área de 1.852,62 km². En 1986 fue clasificado por la Unesco como Patrimonio de la Humanidad.
Sumado al parque nacional Iguazú (del lado argentino en la provincia de Misiones), conforman un complejo de 2500 km² de selva protegida.